# Dolní Nezly
Dolní Nezly je malá vesnice, část obce Liběšice v okrese Litoměřice. Nachází se asi 4,5 km na západ od Liběšic. V roce 2009 zde bylo evidováno 25 adres. V roce 2011 zde trvale žilo 38 obyvatel.
Dolní Nezly leží v katastrálním území Horní Nezly o výměře 3,73 km2.

## Historie
Nejstarší písemná zmínka pochází z roku 1197.

## Obyvatelstvo
|                                                                      | 1869 | 1880 | 1890 | 1900 | 1910 | 1921 | 1930 | 1950 | 1961 | 1970 | 1980 | 1991 | 2001 | 2011 |
| -------------------------------------------------------------------- | ---- | ---- | ---- | ---- | ---- | ---- | ---- | ---- | ---- | ---- | ---- | ---- | ---- | ---- |
| Obyvatelé                                                            | 156  | 148  | 160  | 140  | 131  | 130  | 128  | 96   | 131  | 65   | 61   | 43   | 42   | 38   |
| Domy                                                                 | 26   | 27   | 27   | 26   | 27   | 27   | 28   | 24   | .    | 19   | 17   | 22   | 22   | 20   |
| Počet domů z roku 1961 je zahrnut v domech místní části Horní Nezly. |      |      |      |      |      |      |      |      |      |      |      |      |      |      |

## Pamětihodnosti
- Usedlost čp. 4
- Domy čp. 10 a 11 a če. 1 a 2
- Zemědělský dvůr čp. 14
- Kaplička na návsi. Pochází ze 3. čtvrtiny 19. století. Je čtvercová s hřebenovou zvoničkou a půlkruhem sklenutými okny. Portál a nároží jsou rámované v omítce.[7]
- Kaplička u silnice před vsí. Je pozdně barokní z 18. století. Jedná se o stavbu portikového typu z pískovcových kvádrů, s pilastry, triglyfy, prázdnou nikou a profilovaným nástavcem. Zachovaly se zbytky polychromované omítky.[7]